# 馬屎洲特別地區

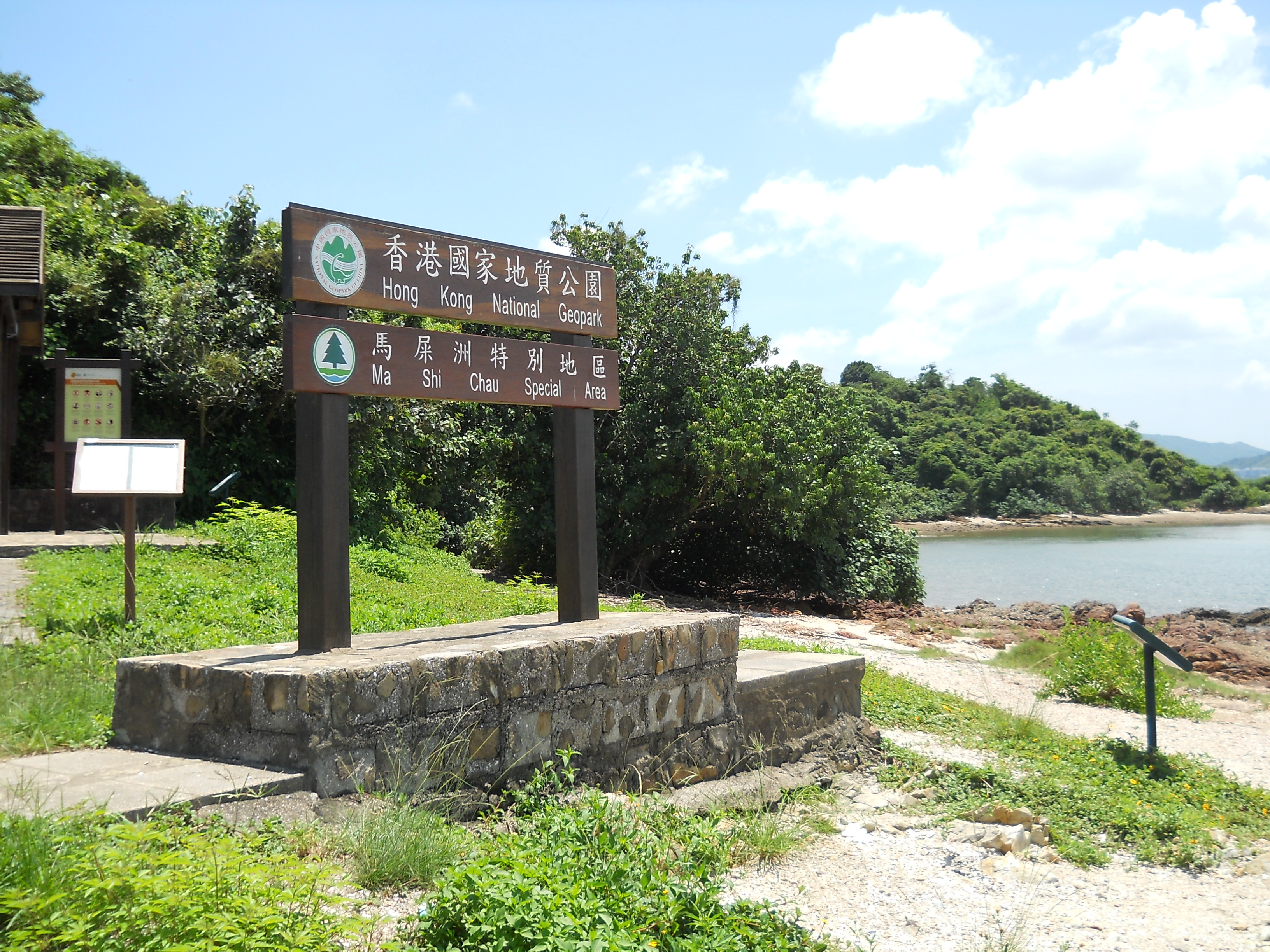
馬屎洲特別地區

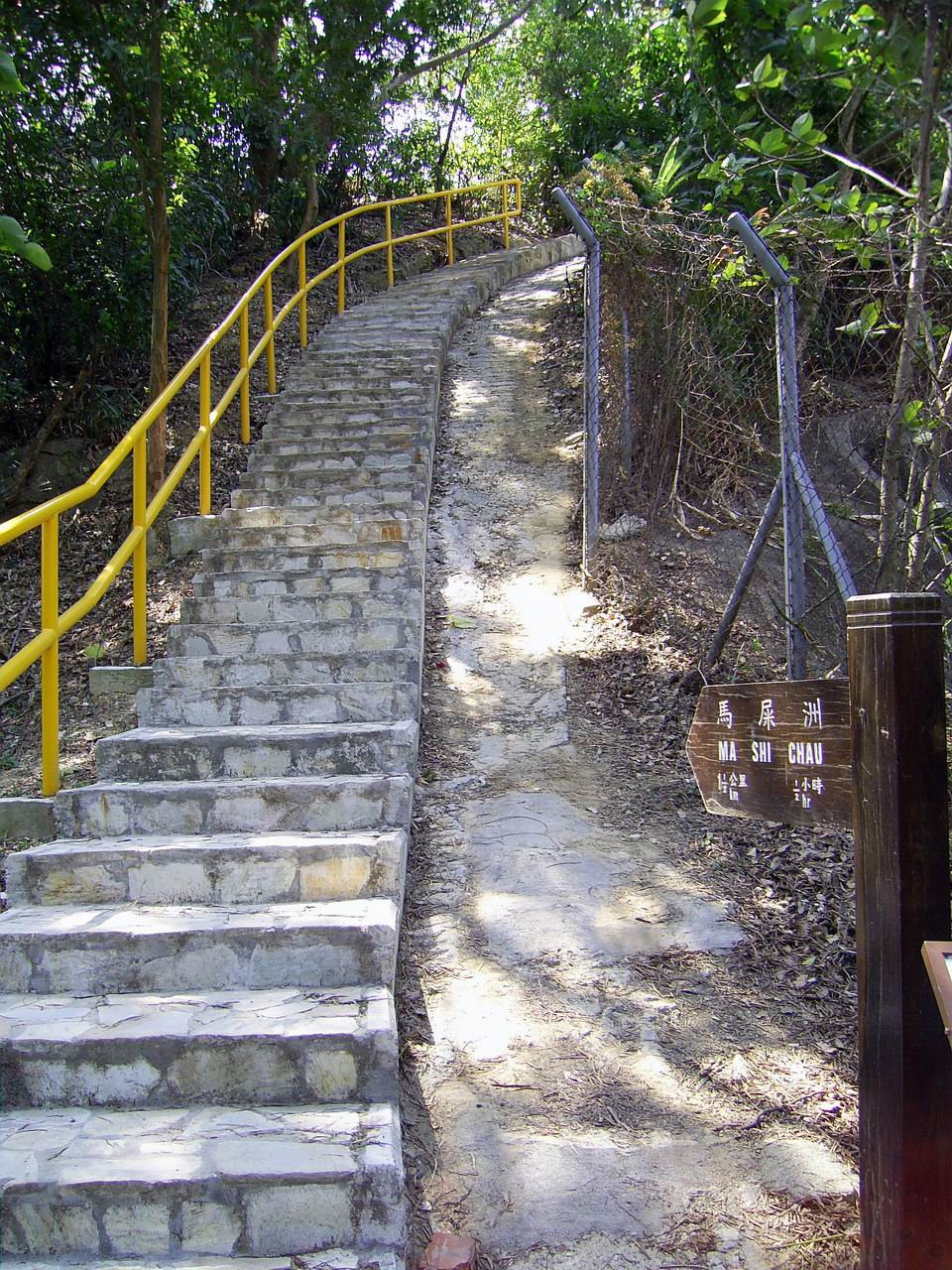
鹽田仔通往馬屎洲的小徑

馬屎洲特別地區（劃定於1999年4月9日）是一個位於香港新界大埔區馬屎洲一帶的特別地區，佔地61公頃。該自然護理區是香港的第四個特別地區。
馬屎洲特別地區由馬屎洲、丫洲、洋洲以及一個距鹽田仔東北一百米俗稱烏浪頭的小島組成。特別地區內的岩石，被認為是香港現存最古老的岩石，形成時間可追溯至二疊紀及侏羅紀時期。特別地區內設有自然教育徑，讓遊人感受遠古時期香港地貌。鹽田仔的三門仔新村至沙洲全程為石鋪的路或樓梯，在往沙洲的方向有兩個分岔路，兩個分岔路都要選擇左方，沿途有很多墳墓；該沙洲是連接鹽田仔和馬屎洲的唯一通道。

## 岩石群

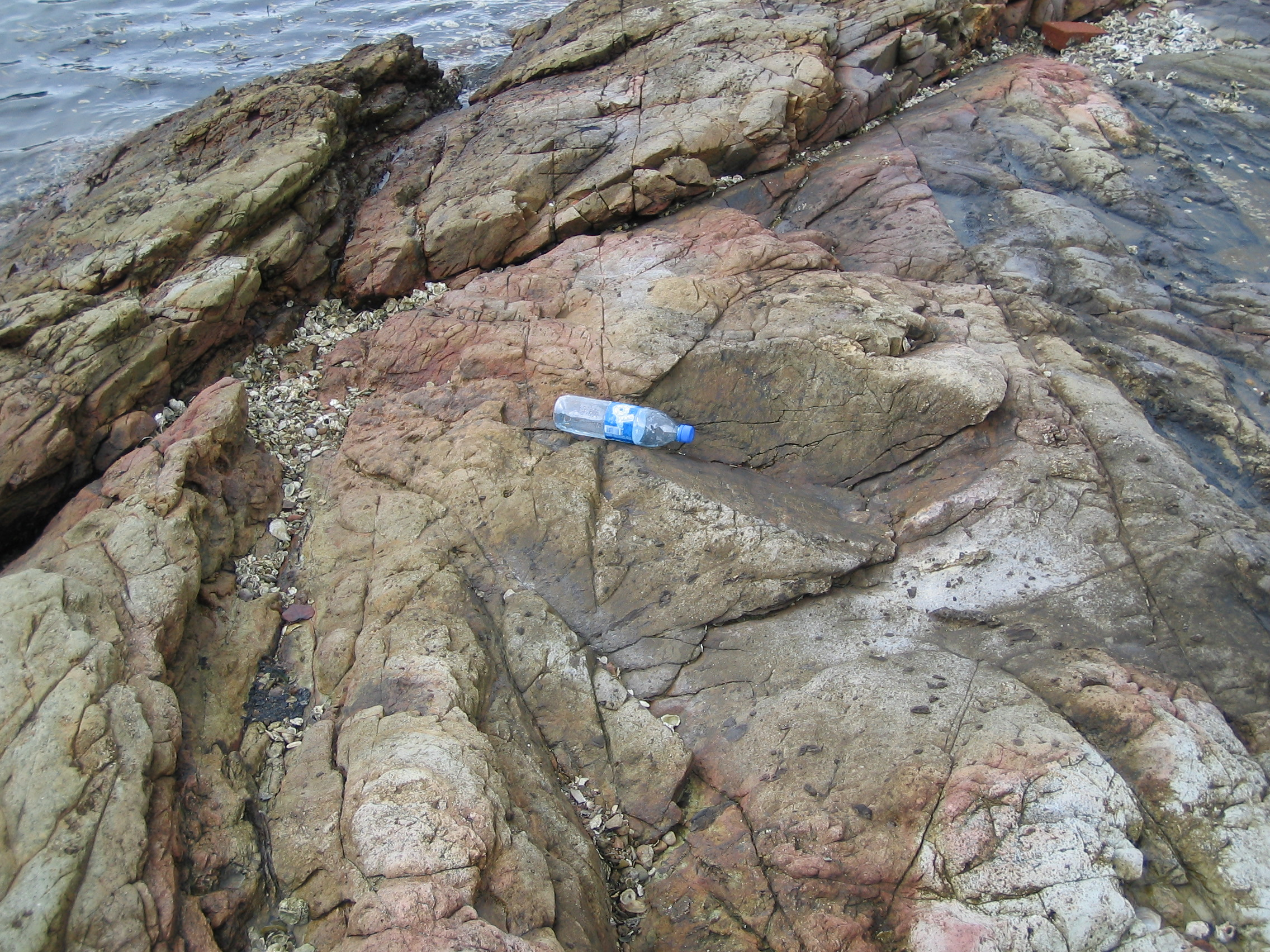
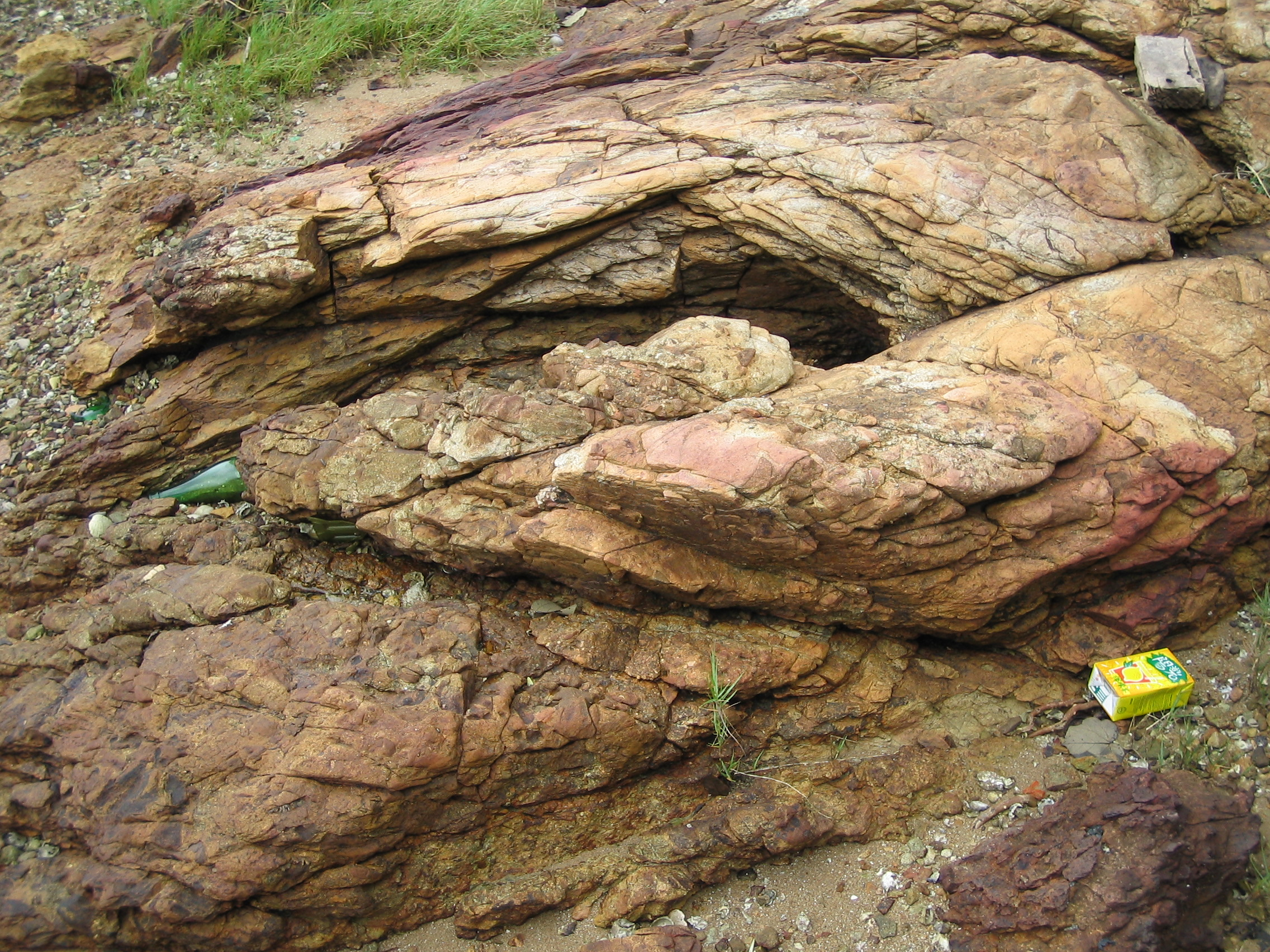
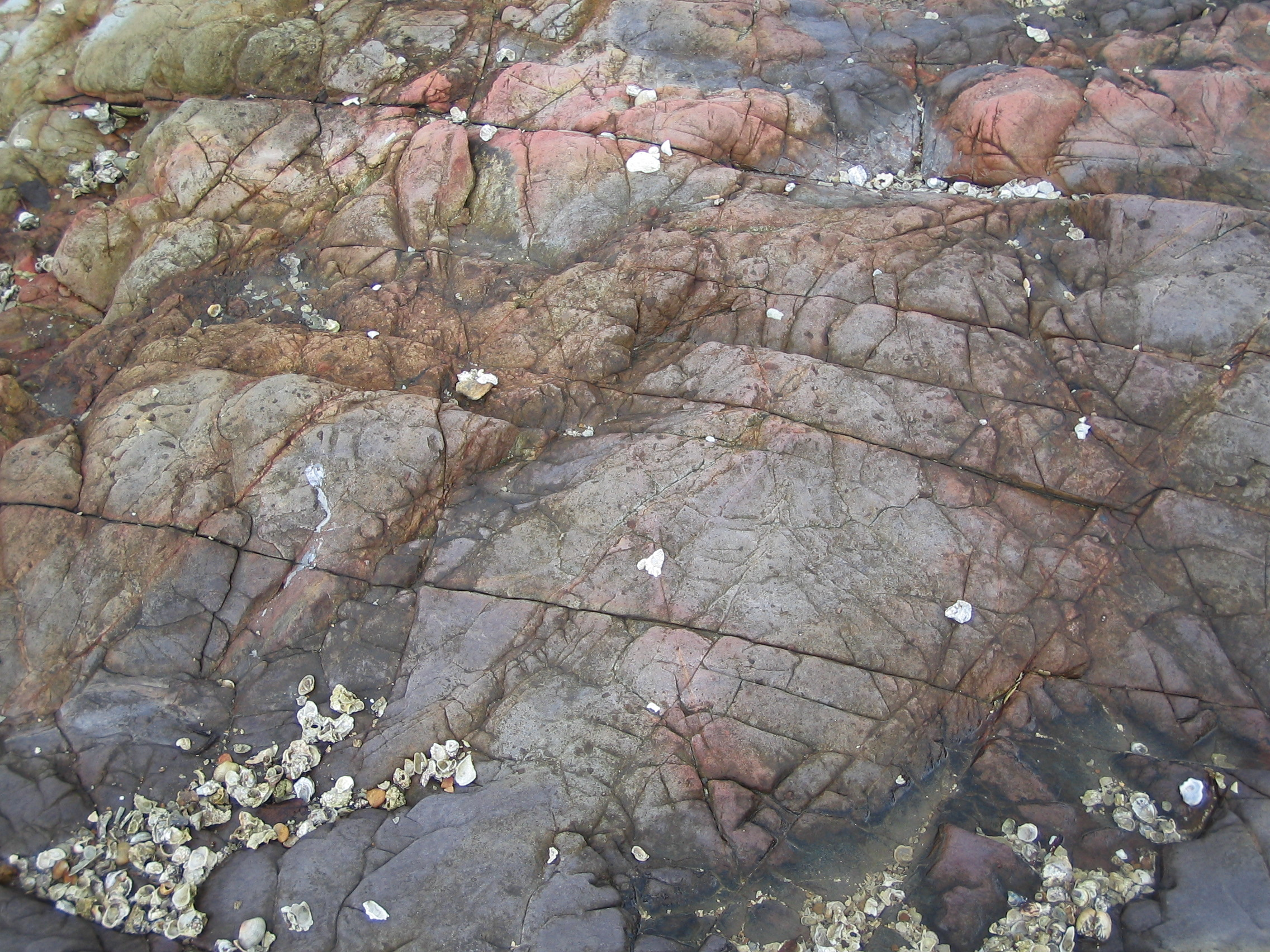
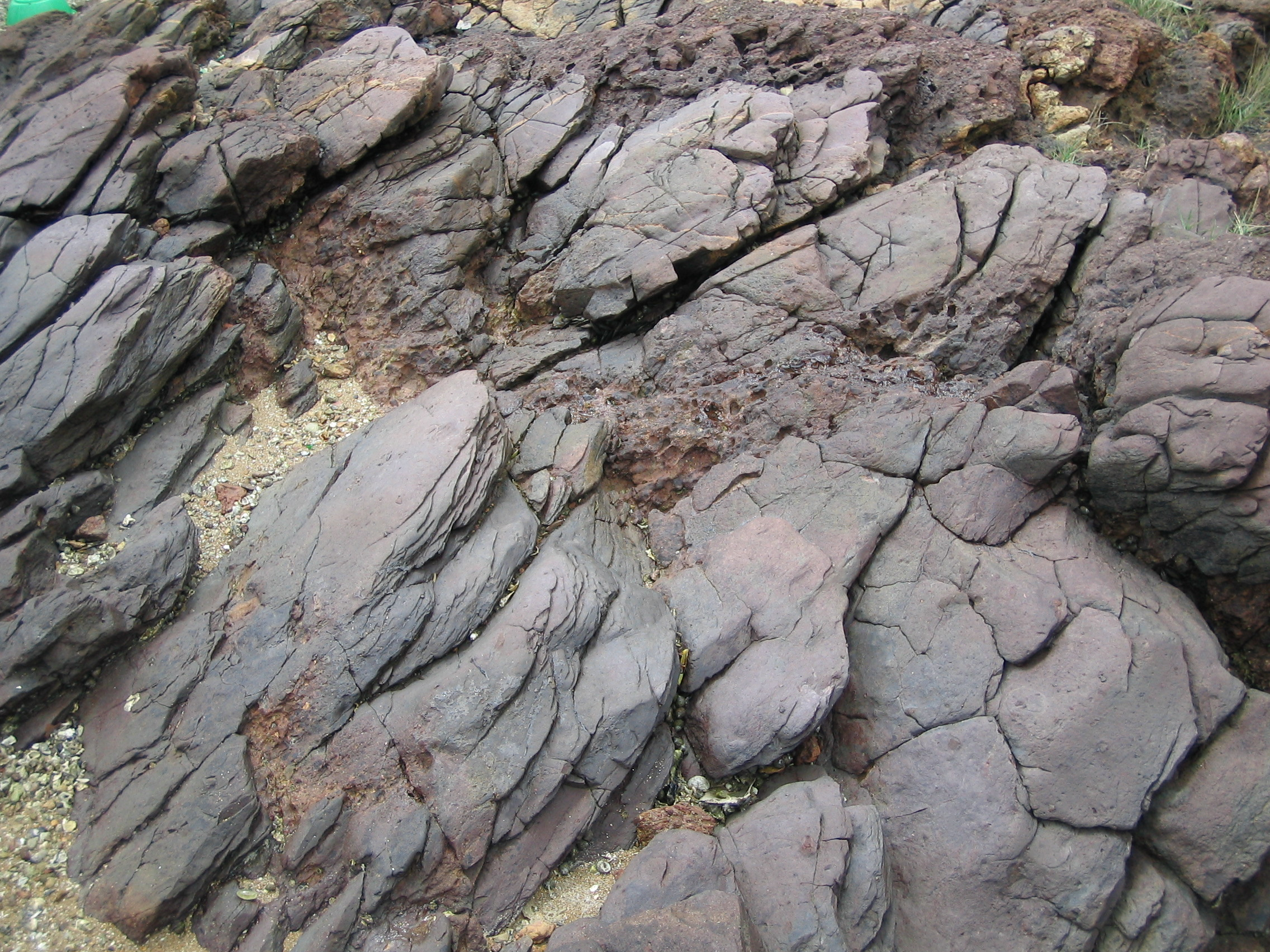
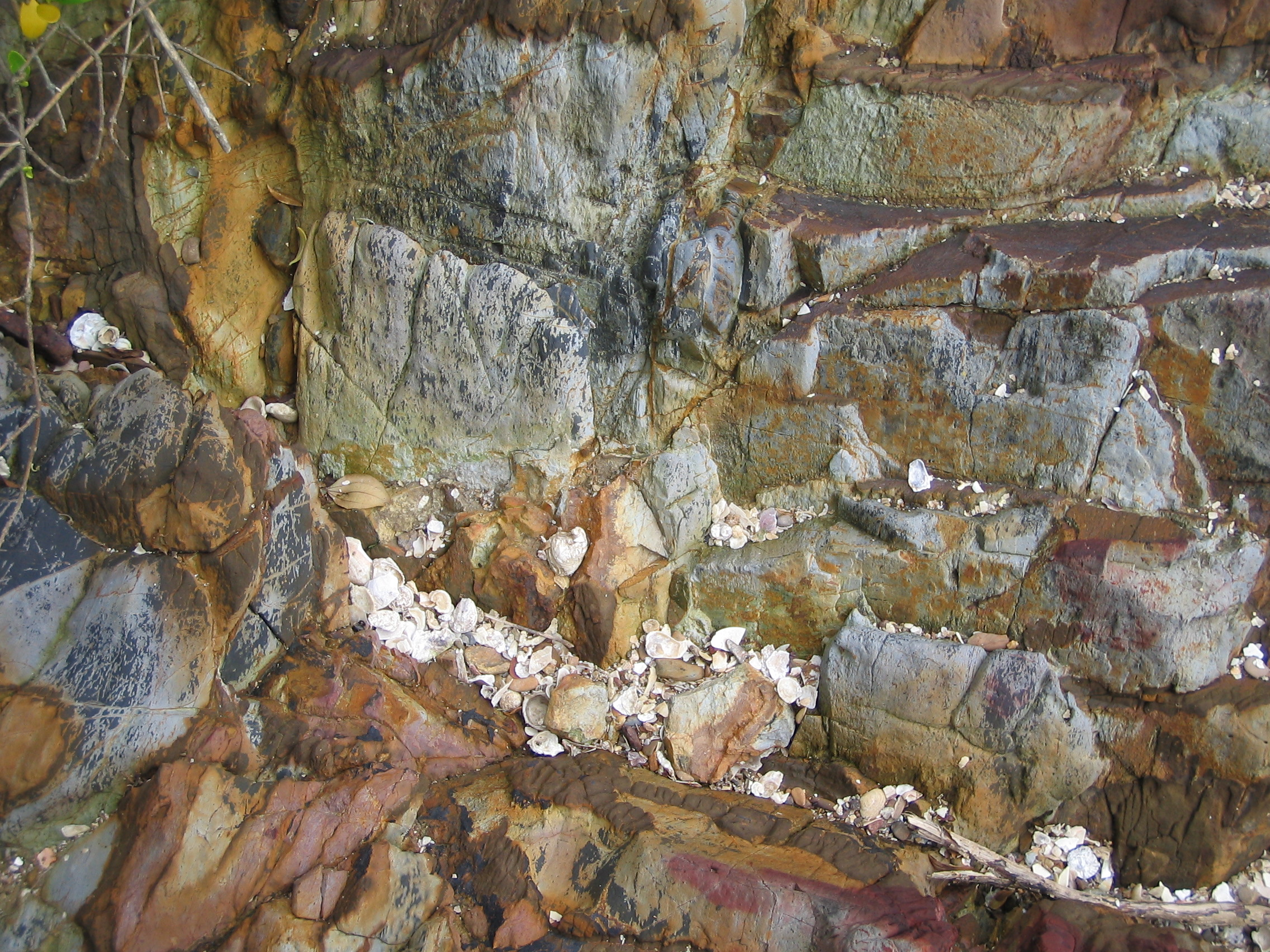
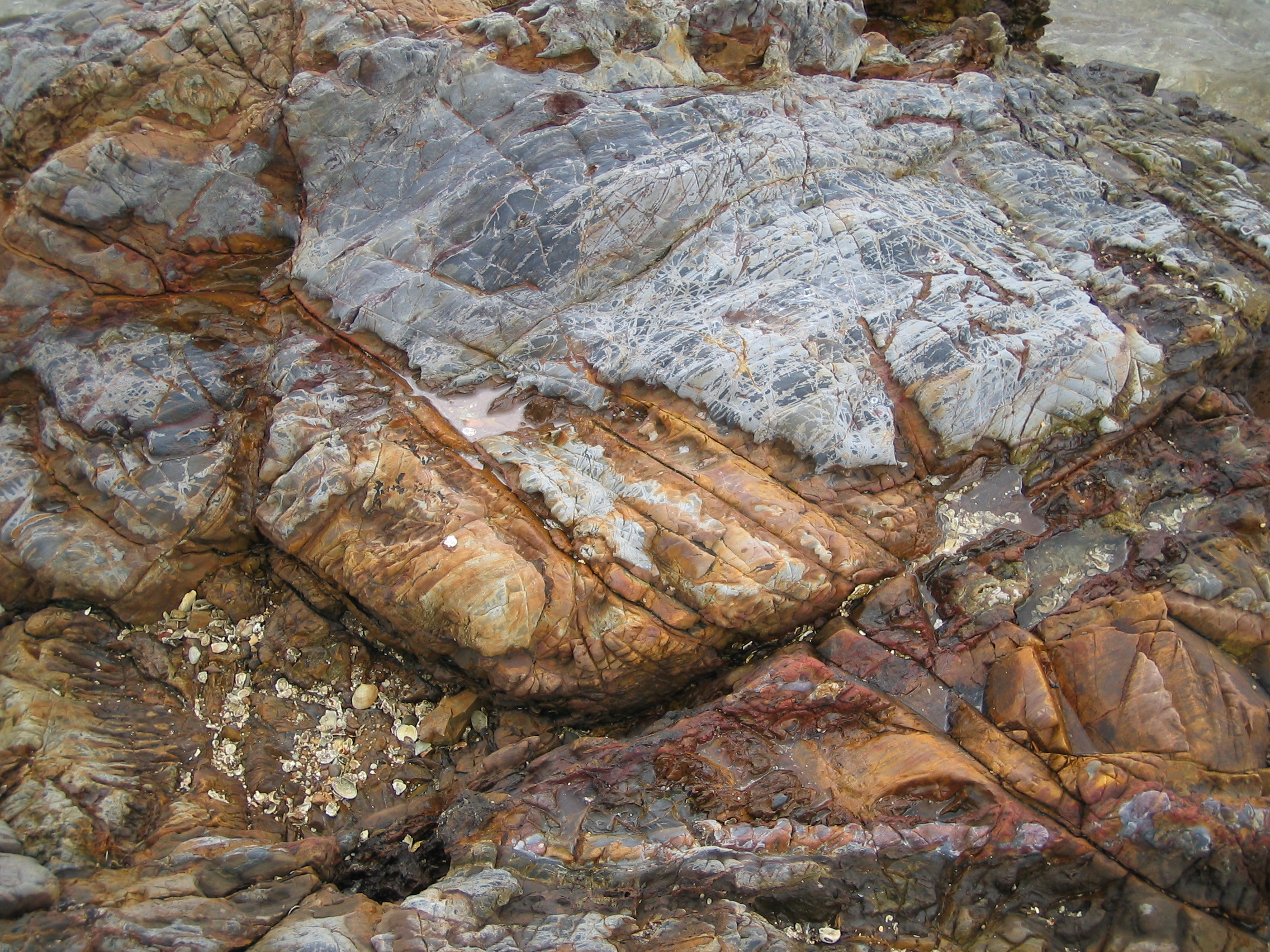

## 外部連結
- 馬屎洲特別地區 （页面存档备份，存于）
- 香港二疊紀園–馬屎洲 （页面存档备份，存于）